# Limnebius arabicus
Limnebius arabicus är en skalbaggsart som beskrevs av Balfour-browne 1951. Limnebius arabicus ingår i släktet Limnebius och familjen vattenbrynsbaggar. Inga underarter finns listade i Catalogue of Life.